# Eddy Silitonga
Eddy Silitonga (nacido como Charles Edison Silitonga en Siantar, Sumatra, el 17 de enero de 1949 - fallecido en Yakarta el 25 de agosto de 2016) fue un cantante indonesio. Era conocido por su voz aguda. Ganó en varios concursos de canto, como en el "Festival de la Canción Popular de Indonesia", celebrada en el Taman Ismail Marzuki de Yakarta. Silitonga también fue ganador del primer concurso de la canción llamado "Minang" en 1983. Estudió en el Instituto de Tecnología de Mapua en Filipinas. Formó su propia banda musical llamada "Eddy's Group", que tuvo su primer apogeo en 1976 hasta 1979. Sufrió de una enfermedad cardíaca y de diabetes, lo cual le provocó la muerte.
Algunas de sus canciones más conocidas son "Bunga Tanjong", "Lancang Kuning", "Bunga Pujaan", "Jatuh Cinta", "Bunga Tanjong", "Lancang Kuning", "Bunga Pujaan" y " Jatuh Cinta ".